# Ghabou
Ghabou  est une localité et une commune, chef-lieu du département de Ghabou en Mauritanie.

## Géographie
La commune de Ghabou est située au sud dans la région de Guidimakha et elle s'étend sur 1 001 km2.
Elle est délimitée au nord par la commune de Sélibabi, à l’est par la commune de Baydam, au sud par le fleuve Sénégal puis la rivière Karakoro, qui font la frontière avec le Sénégal et le Mali, à l’ouest par la commune de Gouraye.
La ville de Ghabou est situé au bord du fleuve Sénégal, proche du confluent de celui-ci avec la rivière Karakoro.

## Histoire
Ghabou a été érigée en commune par l'ordonnance du 20 octobre 1987 instituant les communes de Mauritanie

## Démographie
Lors du Recensement général de la population et de l'habitat (RGPH) de 2000, Ghabou comptait 21 700 habitants.
Lors du RGPH de 2013, la commune en comptait 34 924, soit une croissance annuelle de 3,9 % sur 13 ans.

## Administration
Les chefs du village sont les Soumaré. 
La commune était anciennement située dans le département de Sélibabi mais fait partie depuis 2018 de celui de Ghabou, dont elle est le chef-lieu, à la suite d'un redécoupage administratif de la région. 

## Économie
L'agriculture est au centre de l'économie de Ghabou, comme quasiment toutes les communes de la région. Mais cette économie est fragile car elle rencontre des obstacles à son développement, notamment les conditions climatiques ou le manque de moyens des agriculteurs. Pour faire face à ces obstacles, l'état ou différentes ONG financent des projets qui améliorent les conditions de vie des habitants.
De nombreux aménagements agricoles ont par exemple été effectués à Ghabou. En 2020, un total de 190 ha avaient été aménagés dans la commune.